# Рио Форђа (Трапани)
Рио Форђа је насеље у Италији у округу Трапани, региону Сицилија.
Према процени из 2011. у насељу је живело 18 становника. Насеље се налази на надморској висини од 17 м.